# 임태운
임태운(1985년 - )은 대한민국의 판타지 소설, 과학소설 작가이다.
2005년 KT&G 상상마당 문학공모전에서 중편소설 〈싹쓰러슈 데이〉로 동상을 수상했다. 2007년 웹진 크로스로드에 단편소설 〈앱솔루트 바디〉, 〈채널〉을 게재했고 같은 해 한국전자출판협회 제2회 디지털 작가상에서 SF 장편소설 《이터널 마일》로 우수상을 수상했다. 박상준의 SF 창작강좌 1기 수강생으로 이루어진 창작모임 ‘절판서에 바치는 장미’에서 활동하고 있다.

## 작품

### 장편
- 《이터널 마일》- 2007년.

### 중단편
- 〈앱솔루트 바디〉- 2007년 3월, 크로스로드.
- 〈채널〉- 2007년 12월, 크로스로드.
- 《앱솔루트 바디》- 2008년 9월, 해토. ISBN 9788990978745
  - 〈앱솔루트 바디〉
- 《U, ROBOT》- 2009년 2월, 황금가지. ISBN 9788960171923
  - 〈무기여 잘 가거라〉
- 《황제를 암살하는 101번째 방법》- 전자책, 2009년 4월, 북토피아.
  - 〈그레이브 키퍼〉
  - 〈뮤즈의 속삭임〉
  - 〈사모사〉
  - 〈아름다운 감금〉
  - 〈이빨에 끼인 돌개바람〉
  - 〈황제를 암살하는 101번째 방법〉
- 《죽은 자들에게 고하라》- 2009년 7월, 해토.
  - 〈채널〉
- 《한국 환상문학 단편선 2》- 2009년 8월, 시작. ISBN 9788901098661
  - 〈이빨에 끼인 돌개바람〉
- 《커피 잔을 들고 재채기》- 2009년 9월, 황금가지. ISBN 9788960172739
  - 〈뮤즈는 귀를 타고〉
- 《아빠의 우주여행》- 2010년 6월, 황금가지. ISBN 9788994210278
  - 〈아름다운 감금〉
- 〈그레이브 키퍼〉- 2010년 7월, 웹진 문장[깨진 링크(과거 내용 찾기)]